# Charles Mingus Octet
Charles Mingus Octet ist eine EP-Schallplatte des Jazz-Bassisten Charles Mingus, die am 28. Oktober 1953 in New York City aufgenommen wurde. Sie war die zweite Veröffentlichung Mingus’ unter eigenen Namen auf dem von ihm und Max Roach betriebenen Label Debut Records. Die Wiederveröffentlichung der Aufnahmen im Jahr 2006 unter dem neuen Titel Debut Rarities, Vol. 1  bei Original Jazz Classics enthielt neben zwei Alternate Takes der Oktett-Session das Material einer weiteren Session vom 10. Juni 1957 unter der Leitung von Jimmy Knepper, das als 25-cm-LP unter dem Titel New Faces auf Debut erscheinen sollte, was aber in Folge des Konkurses nicht mehr erfolgte.

## Hintergrund
Mit ihrem neuen und unabhängigen Label Debut nahmen Mingus und Roach 1953 als Produzenten eine Reihe von Platten auf, darunter die Debütalben von Kenny Dorham, Paul Bley, Sam Most, John LaPorta und Teo Macero. Mingus selbst wirkte nicht bei all diesen Aufnahmen als Bassist mit. Wie sein Idol Duke Ellington experimentierte Mingus schonungslos mit seinen Kompositionen, indem er ständig nach neuen Instrumentalkombinationen, Voicings, Klangfarben und passenden rhythmischen Elementen suchten.
Unter eigenem Namen spielte Charles Mingus im Oktober 1953 in Oktettbesetzung sechs Titel ein, von denen vier Takes veröffentlicht wurden; seiner Band gehörten der Posaunist Willie Dennis, der Trompeter Ernie Royal, die Holzbläser Joe Maini, Teo Macero und Eddie Caine, der Cellist Jackson Wiley, der Pianist John Lewis und der Schlagzeuger Kenny Clarke; auf den zwei Titeln „Eclipse“ und „Blue Tide“ ist die Sängerin Janet Thurlow zu hören, die Frau von Jimmy Cleveland. Neben Mingus und Spaulding Givens als Arrangeuren der Session fungierte der junge Pianist Paul Bley als musikalischer Leiter (conductor).
Gunther Schuller schrieb zu „Eclipse“, „Mingus’ Herangehensweise ist kontrapunktisch oder polyphonisch, indem das Cello als eine zweite Stimme zum Solo-Gesangspart agiert, und so in einem großen Maße zu vertikal-harmonischen Verbindungen als Ergebnis linearer Entwicklungen gelange. Dies auch eins der vielen Beispiele dafür, dass im Jazz eine Rückkehr zu den frühen polyphonischen Konzepten des New Orleans Jazz gab, nahezu vergessen in der Swingarä mit dem Aufkommen der Arrangeure und dem unaufhörlichen Gebrauch von 'blockakkordisch’ homophonen Arrangements. Dies steht in Verbindung mit den verschiedenen Anläufen, im [damaligen] Jazz zu einem Format der Kammermusik zurückzukehren, eher in einem orchestralen Sinn, in dem individuellen Instrumentalstimmen mit einem größeren Maß an linearer/melodischer Unabhängigkeit wirken.“

## Titelliste

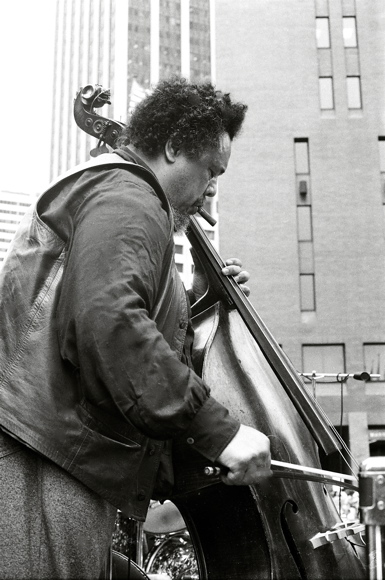
Charles Mingus (1976)

### EP (1953)
- Charles Mingus: Charles Mingus Octet (Debut EP-450[10])
  1. Pink Topsy (Mingus) – 3:03
  2. Miss Bliss (Mingus) – 3:03
  3. Blue Tide (Givens) – 3:08
  4. Eclipse (Mingus) – 2:57

### CD (1992)

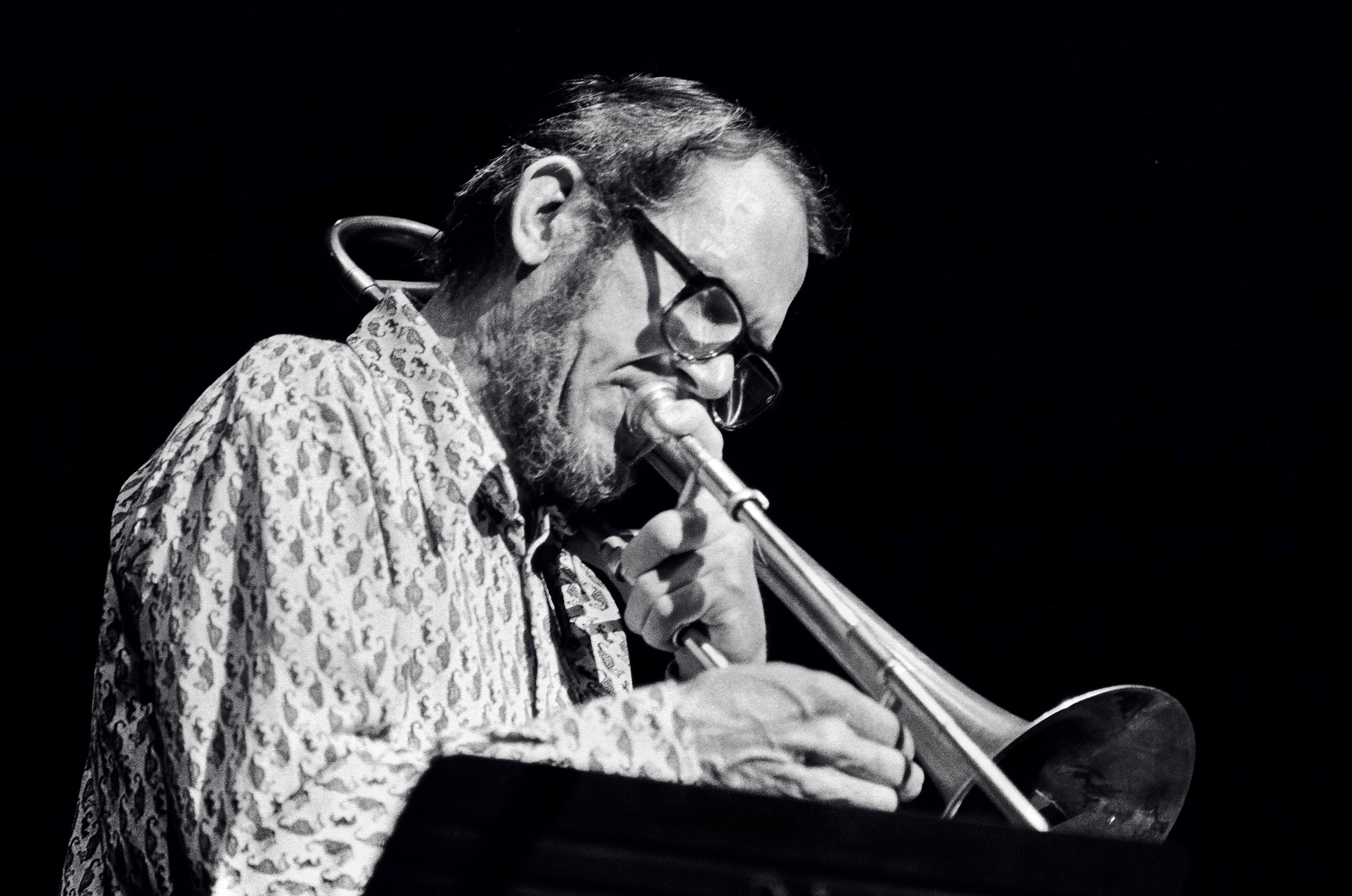
Jimmy Knepper

- The Charles Mingus Octet / The Jimmy Knepper Quintet: Debut Rarities, Volume 1 (Original Jazz Classics 0025218180726, Debut Records 0025218180726[3][5])
  1. Pink Topsy (Mingus) – 3:03
  2. Miss Bliss (Mingus) – 3:03
  3. Blue Tide (Givens) – 3:08
  4. Pink Topsy (alternate) – 3:38
  5. Eclipse (Mingus) – 2:57
  6. Eclipse (alternate) – 2:54
  7. Latter Day Saint (Knepper) – 4:00
  8. Cunningbird (Knepper) – 4:45
  9. The Jumpin' Blues (Jump The Blues Away; Dexter Gordon) – 4:52
  10. The Masher (Knepper) – 3:33
  11. Latter Day Saint (alternate 1) – 5:22
  12. Latter Day Saint (alternate 2) – 3:46
  13. Latter Day Saint (alternate #?) – 4:15
  14. The Masher (alternate) – 3:51
- Die Titel 7-14 entstanden 1957 in der Besetzung Charles Mingus (Bass), Joe Maini (Altsaxophon), Dannie Richmond (Schlagzeug), Bill Triglia (Piano), Jimmy Knepper (Posaune).

## Rezeption
In Allmusic schrieb Arwurf arwulf zu der Neuausgabe der Aufnahmen (Debut Rarities, Vol. 1), die er mit vier Sternen bewertete, das unabhängige Debut-Label sei „eine frühe Behauptung von Kraft und Autonomie kreativer Musiker gewesen.“ Mit dem Material von 1953 bis 1957 könne man die Entwicklung von Mingus und dem Kreis seiner Musiker im Laufe der 1950er-Jahre studieren.
Richard Cook & Brian Morton verliehen in The Penguin Guide to Jazz der Neuausgabe des Albums drei (von vier) Sterne.